# Isla Huemul
La isla Huemul está ubicada en el lago Nahuel Huapi, en cercanías de la ciudad de San Carlos de Bariloche, en la provincia de Río Negro, Argentina. Posee un embarcadero que se encuentra a pocos minutos de navegación desde la llamada "Playa Bonita", en tierra firme.
Se declaró reserva de la Municipalidad de San Carlos de Bariloche en 1998. La finalidad de crear esta área protegida, por parte del Municipio de Bariloche, fue conservar en su estado natural las comunidades ecológicas existentes y los valores históricos que alberga, brindando oportunidades para el turismo y la investigación.

## Toponimia
El verdadero nombre es Güenul, por un poblador, Bernardino Güenul, que habitó la zona y que alrededor de 1919 vivía en Puerto Pañuelo.

## Características
La isla tiene una superficie de 74 hectáreas y se eleva en medio de las cristalinas aguas del lago Nahuel Huapi. Posee bosques de ciprés de la cordillera (Austrocedrus chilensis) y coihues (Nothofagus dombey).

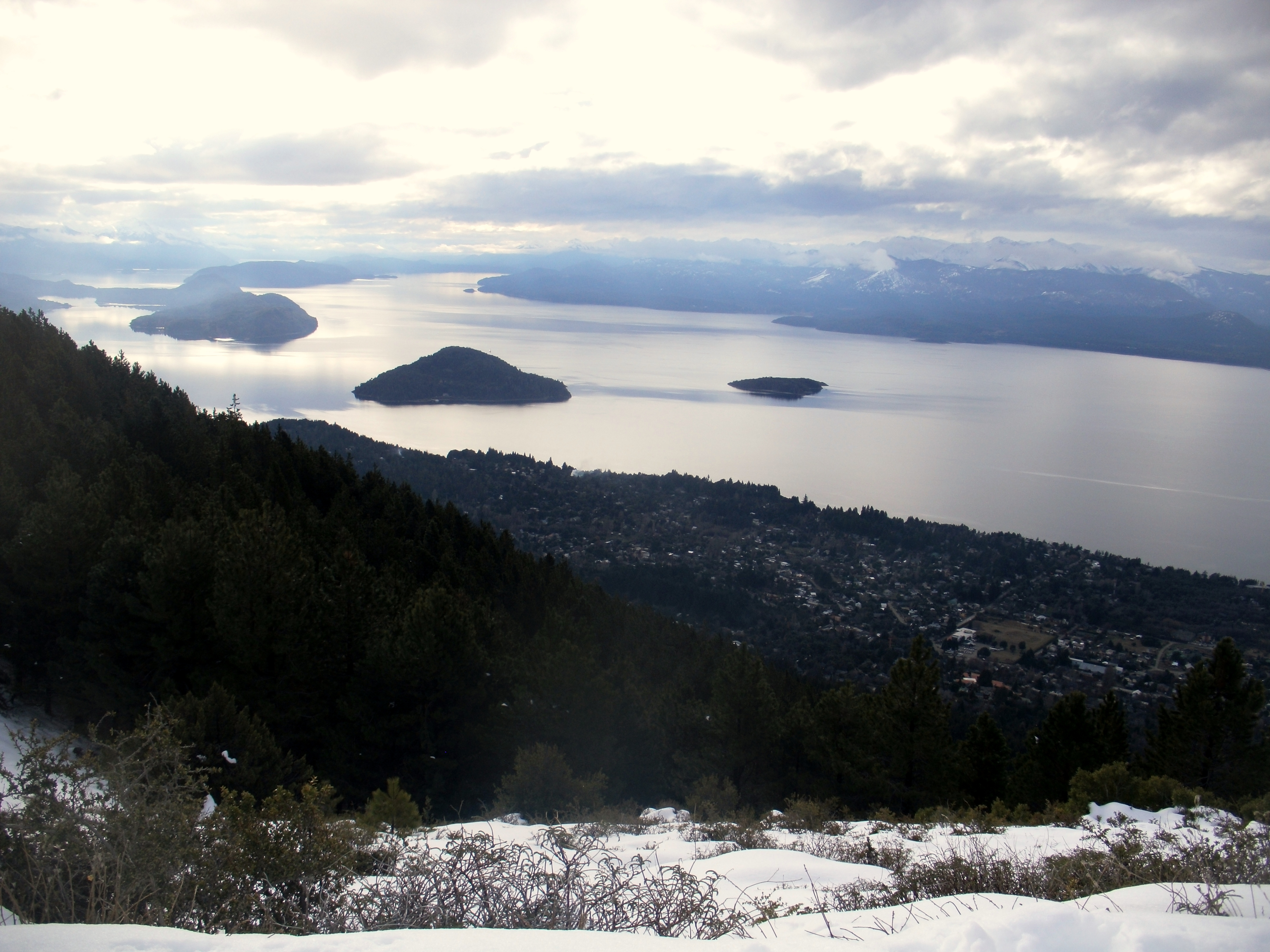
Las islas menores del lago frente a la localidad barilochense.